# سياسة التأشيرات في أندورا
لا تفرض حكومة أندورا أي متطلبات للحصول على تأشيرة دخول على زوارها، وتطلب فقط جواز سفر أو بطاقة هوية وطنية من الاتحاد الأوروبي للدخول.  ومع ذلك، نظرًا لأنه لا يمكن الوصول إلى البلد إلا عبر دول شنغن من إسبانيا أو فرنسا، فإن الدخول غير ممكن دون الدخول إلى منطقة شنغن أولاً، وبالتالي يمكن اعتبار قواعد تأشيرة شنغن مطبقة بحكم الواقع. نظرًا لأن أندورا ليست جزءًا من منطقة شنغن، يلزم الحصول على تأشيرة دخول متعددة لإعادة الدخول إلى منطقة شنغن عند مغادرة أندورا.  يحتاج الزوار الأجانب، بما في ذلك مواطني الاتحاد الأوروبي، الذين يتطلعون إلى الإقامة في أندورا لأكثر من 90 يومًا، إلى تصريح إقامة.
لا توجد مطارات للطائرات ذات الأجنحة الثابتة داخل حدود أندورا، ولكن توجد مهابط للطائرات العمودية في لا ماسانا وأرينسال وإسكالديس-إنجورداني مع خدمات طائرات الهليكوبتر التجارية.  